# Kalø Slotsruin
Kalø Slotsruin er resterne af et kongeligt slot, beliggende i Kalø Vig ved Djurslands sydkyst, ca. 2 km. fra Rønde og 20 km fra Aarhus i (Bregnet Sogn, Øster Lisbjerg Herred, Randers Amt). Kongeborgen Kalø Slot blev grundlagt af kong Erik Menved omkring 1313 som én af mindst fire borge i Jylland for at styrke kongemagten efter omfattende bondeopstande. Borgen blev anlagt på en ø ude i Kalø Vig, som blev forbundet med fastlandet via en dæmning. De nye borges formål var at tvinge den omkringboende befolkning til lydighed, hvorfor disse "tvangsborge" selvsagt var forhadte. Christoffer 2. måtte i sin håndfæstning i 1320 acceptere, at de nye borge skulle nedrives. Kalø blev nedbrudt allerede et årti efter opførelsen, men ret betydelige rester stod tilbage. Om det var kong Christoffer eller sønnen Valdemar Atterdag, der påbegyndte genopførelsen af borgen, er ikke klarlagt. 
I dag er et område på 170 hektarer omkring ruinen fredet.

## Borgen pantsat
Ved rigets opløsning ved Christoffer 2.'s død var Jylland pantsat til Grev Gert af Holsten, som igen pantsatte Kalø til Claus Limbek, der var grevens underbefalingsmand i Nørrejylland. 
I 1343 indløste kong Valdemar Kalø-området, men Claus Limbek blev siddende som pantherre på borgen i al fald til efter 1348.
Herefter sad der skiftende kongelige høvedsmænd på borgen, men mod slutningen af sin regeringstid pantsatte kong Valdemar Kalø igen, nu som dækning for et lån hos Aarhus' biskop Bo Mogensen. Herefter tilfaldt lenets indtægter bispens kasse indtil 1407, da dronning Margrethe indløste pantet. 

## Lensslot og statsfængsel
Fra 1407 til 1661 blev borgen og dens gods styret af forskellige adelige lensmænd. Lenet var regnet for at være et af de vigtigste i landet, og det var oftest rigets mægtigste mænd, der sad inde med Kalø Len. Blandt dem må nævnes rigshofmesteren Otte Nielsen Rosenkrantz (død 1477) og dennes tipoldebarn rigsråden Jørgen Ottesen Rosenkrantz. Under Erik Eriksen Banner, der var lensmand 1514-1554, fik borgens fangehul en prominent beboer. Kong Christian 2. havde taget seks svenske gidsler med til Danmark. De var stillet som sikkerhed forud for et møde med den svenske rigsforstander Sten Sture den yngre. 
Blandt gidslerne var den ganske unge Gustav Vasa, som Christian 2. lod fængsle på Kalø 1518-19. Gustav Vasa fik mod løfte og håndslag til Erik Banner lov til at bevæge sig frit i og omkring borgen. Hjemlængslen til Sverige blev måske for stor, for Gustav Vasa brød sit løfte, og efter et års ophold på Kalø flygtede han forklædt som bonde til Lübeck, hvor han ankom september 1519. En anden berømt fange var præsten i Vejlby Søren Quist, der i 1625 blev dømt og henrettet for et mord, han ikke havde begået.

## Borgen nedrives
Efter enevældens indførelse i 1660 mistede Kalø sin betydning. Som fæstning var den forældet, og borgen var ret forfalden. Da lenene nu også blev nedlagt, skulle lensmanden heller ikke have sin bolig her. I 1661 skænkede Frederik 3. borgen med ladegård og gods til sin søn Ulrik Frederik Gyldenløve. Han beholdt den dog kun til 1670, da han blev statholder i Norge, hvorfor Kalø ikke var en praktisk besiddelse. Kalø blev igen krongods, men i 1672 skænkede Christian 5. Kaløs bygninger og materialer til halvbroderen Gyldenløve, der lod den forfaldne borg nedrive. Tilbage stod alene de skrællede tårnmure, stumper af ringmurene og fruerstuen. Materialerne fra nedrivningen blev sejlet til København og brugt til opførelsen af Charlottenborg på Kongens Nytorv. Området med ruinen blev nu græsningsarealer for får og kreaturer. Stedet hørte som de øvrige gods under Kalø Hovedgaard.

## Fredning og restaurering
I de næste århundreder henlå ruinen i ubemærkethed. Den danskvenlige familie von Jenisch, der ejede Kalø Hovedgaard, lod slotsruinen, dæmningen, stranden og skovene bagved frede. Med Nationalmuseets hjælp indledte man samtidig de første undersøgelser og restaureringsarbejder på slotsruinen.
I 1903 begyndte det store arbejde med at frilægge og restaurere Kalø. Ruinens redningsmand blev arkitekten C. M. Smidt, der fra 1908 var leder af Nationalmuseets 2. afdeling for mindesmærkernes bevaring. For hans indsats er der opsat en mindesten ved stien op til ruinen. På grund af pengemangel var der lange afbrydelser i arbejdet. I begyndelsen af 1930'erne truede hovedtårnets sydvestlige hjørne med at styrte ned. Der blev iværksat en pengeindsamling i lokalområdet, der blandt andet omfattede et stort folkemøde på Kalø med sang, taler, dans og optræden. Det indsamlede beløb blev doblet op ved fondsstøtte, og restaureringsarbejdet kunne fortsætte.
Under den tyske besættelse fortsatte arbejdet, men værnemagten anvendte flere gangen ruinen som skydeskive ved øvelser, men uden de store skader på de tykke mure.
Der har siden været flere restaureringsarbejder og arkæologiske undersøgelser af ruinen. Senest i sommeren 2006, hvor ridebanen foran broen blev udgravet og undersøgt.
Slotsruinen og området omkring er en del af Nationalpark Mols Bjerge.
I 2016 fik tårnet ved Kalø Slotsruin indbygget en trappe. Trappen er blevet til i samarbejde mellem Realdania og Naturstyrelsen. Trappen kan fjernes igen.

## Yndet udflugtsmål
Slotsruinen på Kalø er nu et yndet udflugtsmål, hvor bl.a. borgens centrale hovedtårn og voldanlæggene kan beses.
Nord for halvøen ligger de rekreative områder Hestehave Skov og Ringelmose Skov.
Rønde Amatørteater afvikler om sommeren Kaløspillene ved ruinen.
En årlig tilbagevendende aktivitet er Kong Menveds Markedet Arkiveret 29. december 2014 hos  Wayback Machine der afholdes omkring Skt. Hans. Første gang i 2013.

## Kalø Slot i fiktion
- Justitsmordet på Søren Quist var inspirationen til Steen Steensen Blichers novelle Præsten i Vejlbye fra 1829.
- Carit Etlar (pseudonym for Carl Brosbøll) skrev i 1877 sin historiske roman Fangen på Kalø om Gustav Vasas fangenskab på borgen.

## Ejere af Kalø Slotsruin
- (1314-1661) Kronen
- (1661-1670) Ulrik Frederik Gyldenløve
- (1670-1690) Kronen
- (1690-1703) Conrad greve Reventlow
- (1703-1739) Benedicte Margrethe Brockdorff gift "Reventlow"
- (1739-1750) Conrad Ditlev greve Reventlow
- (1750-1759) Christian greve Reventlow
- (1759-1774) Juliane Frederikke Christine Christiansdatter komtesse Reventlow gift "Hardenberg"
- (1774-1788) Carl August greve Hardenberg
- (1788-1793) Juliane Frederikke Christine Christiansdatter komtesse Reventlow gift "Hardenberg"
- (1793-1800) Christian Heinrich August greve Hardenberg-Reventlow
- (1800-1803) Erik Christian Müller / Morten Friderich Leemeyer
- (1803-1819) Morten Friderich Leemeyer
- (1819-1825) Enke Fru Mette Brendstrup gift "Leemeyer"
- (1825-1827) Martin Johan Jenisch
- (1827-1857) Martin Johan Jenisch
- (1857-1869) Alfred Rücker-Jenisch
- (1857-1881) Fanny Henriette Jenisch (f. Roeks) (enke)
- (1881-1924) Martin Johan Rücker von Jenisch (grandnevø)
- (1924-1933) Martin Johan Rücker von Jenischs dødsbo
- (1933-1943) Wilhelm Rücker-Jenisch
- (1943-1945) Johan Christian Rücker von Jenisch
- (1945-) Staten

### Lensmænd på Kalø Slot
- (?-1477) Otte Nielsen Rosenkrantz
- (1514-1554) Erik Eriksen Banner
- (1563-1596) Jørgen Ottesen Rosenkrantz
- (1607-1627) Jørgen Skeel
- (1629-1640) Christen Thomesen Sehested
- (1648-1660) Gunde Rosenkrantz
- (1660-1661) Erik Rosenkrantz

## Galleri
- Vinterbillede, år 2010, ud mod Kalø Slotsruin.
- Kalø Slotsruin set fra Egens Kirke.
- En 800 meter landtange med smådamme fører ud til Kalø Slotsruin.
- Kalø Slotsruin, hovedtårnet.
- Der er fritgående køer på slotsruinen om sommeren.
- Kalø Slotsruin med dæmningen i forgrunden.
- Kalø Slotsruin, udsigt mod øst.
- Vejen til Kalø slotsruin
- panoramabillede af Kalø slotsruin i oktober
- Den nyanlagte gangbro i Kalø slotsruin. I baggrunden ses Studstrupværket.
- Kalø slotsruins mur. I baggrunden ses tangen, der forbinder Kalø med fastlandet.
- Gangbroen til Kalø slotsruin
- Bygningerne og parkeringspladsen tættest på Kalø slotsruin, på vejen væk fra ruinen.
- Kalø Slotscafé i nærheden af Kalø slotsruin